# Serpico
A Serpico 1973-ban bemutatott amerikai krimi Sidney Lumet rendezésében. A címszerepben Al Pacino, aki egy a korrupció ellen harcoló New York-i zsarut, Frank Serpicót alakítja. Al Pacino a filmben nyújtott alakításáért megkapta a legjobb férfi alakításért járó David di Donatello-, illetve a Golden Globe-díjat, ezek mellett pedig Oscar-, valamint BAFTA-díj-ra is jelölték. A forgatókönyv Peter Maas író–újságíró 1973-ban megjelent Serpico: The Cop Who Defied the System c. regénye alapján készült.

## Történet
|  | Alább a cselekmény részletei következnek! |

Frank Serpico két dologban különbözik kollégáitól: becsületes és a külseje kissé kirívó a rendőrök között. A már gyerekkora óta zsarunak készülő Serpicót a nyitószekvenciában vérbe borult arccal látjuk, ahogy egy járőr a kórházba siet vele. A kórházban kiderül, hogy Frank magasan van a rendőrség ranglétráján, és hogy nagyon sokan akarták a halálát. A film további része egy nagy visszatekintés, amiből választ kapunk arra, hogy miért is került Serpico oda, ahova. Megismerjük Frank életét onnantól fogva, hogy kikerül a rendőrakadémiáról és szembesül a rendőrséget behálózó korrupcióval. Eleinte egyedül dolgozik, és mint beépített kopó szedi a skalpokat, majd lesz ujjlenyomat szakértő és még a kábítószereseknél is megfordul, de mindenhol csak korrupcióval találkozik. Az egész életében ez ellen küzd, de a felsőbb vezetés sehogy sem akarja, hogy pont kerüljön ennek a piszkos ügynek végére. Frank a végén barátjával, Tom Keough-val, a The New York Times-nál teregeti ki a szennyest, és egy külön rendőrségi csoport is létrejön a korrupció felszámolására. A befejezésben magyarázatot kapunk arra, miért lőtték le Serpicót és megtudjuk, hogy a sérülése nem életveszélyes. A valóságban is létező rendőr életét bemutató filmben Serpico tanúskodik a korrupció ellen, majd kilép a rendőrség kötelékéből, és Svájcba költözik.
|  | Itt a vége a cselekmény részletezésének! |

## Szereplők
| Szerep               | Színész           | Magyar hang      |
| -------------------- | ----------------- | ---------------- |
| Frank Serpico        | Al Pacino         | Szakácsi Sándor  |
| Sidney Green         | John Randolph     | Szatmári István  |
| Tom Keough           | Jack Kehoe        | Fülöp Zsigmond   |
| McClain              | Biff McGuire      | Velenczey István |
| Laurie               | Barbara Eda–Young | Egri Márta       |
| Leslie Lane          | Cornelia Sharpe   | Tóth Enikő       |
| Lombardo felügyelő   | Edward Grover     | Végvári Tamás    |
| Bob Blair            | Tony Roberts      | Szersén Gyula    |
| Herman Tauber        | Allan Rich        | Rajhona Ádám     |
| Peluce               | Albert Henderson  | Ujlaki Dénes     |
| Potts                | Joseph Bova       | Kárpáti Tibor    |
| Larry                | Woodie King Jr.   | Trokán Péter     |
| Steiger főhadnagy    | James Tolkan      | Pathó István     |
| Roy Palmer felügyelő | Bernard Barrow    | Láng József      |
| Nate Smith hadnagy   | Nathan George     | Csernák János    |
| Gallagher            | M. Emmet Walsh    | Képessy József   |
| Al Sarno             | Ted Beniades      | N/A              |
| Serpico társa        | F. Murray Abraham | Tolnai Miklós    |
| rendőr a kórházban   | Judd Hirsch       | N/A              |